# Австралийская скумбрия
Австралийская скумбрия (лат. Scomber australasicus) — вид рыб семейства скумбриевых. Обитают в тропических, субтропических и умеренных водах Тихого и Индийского океанов между 43° с. ш. и 50° ю. ш. и между 32° з. д. и 110° в. д. Пелагические рыбы, встречаются на глубине до 300 м. Максимальная зарегистрированная длина 50 см. Ценная промысловая рыба.

## Таксономия
Особей, принадлежащих к популяции Красного моря и северной части Индийского океана, ранее относили к Scomber japonicus.

## Ареал
Австралийская скумбрия обитает в прибрежных водах западной части Тихого океана от Китая и Японии до Австралии и Новой Зеландии, на восток её ареал простирается до Гавайских островов. Попадается в Красном море. В тропических водах этот вид довольно редок.
Эти мезо- и эпипелагические рыбы встречаются в прибрежных водах от поверхности до глубины 300 м.  

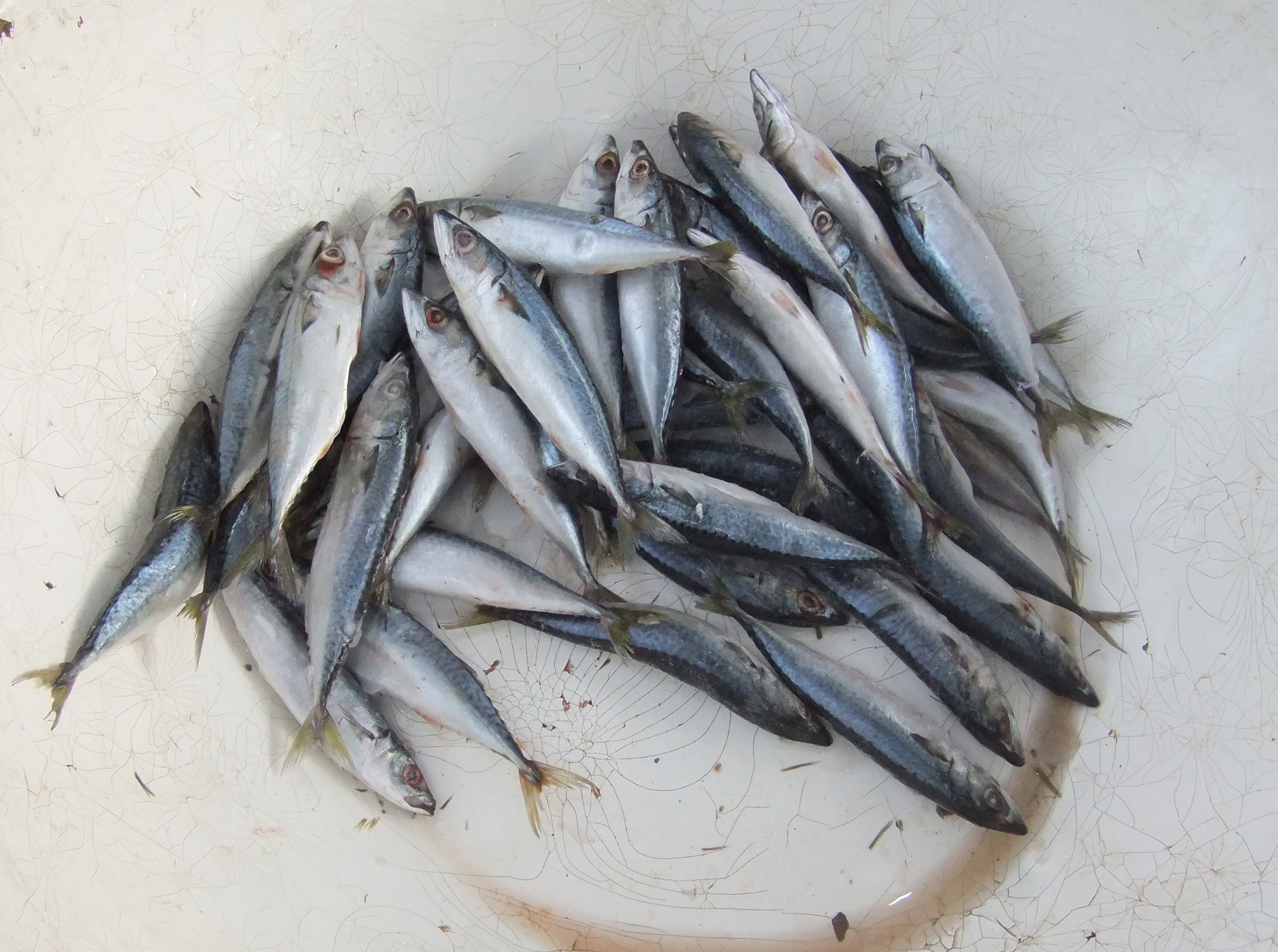
Австралийская скумбрия на рынке Явы

## Описание
У австралийских скумбрий удлинённое веретеновидное тело, тонкий и сжатый с боков хвостовой стебель с 2 боковыми килями, продольный средний киль между ними отсутствует.  Имеется ряд из 5 дополнительных плавничков позади мягкого спинного и анального плавников. В первом спинной плавнике 10—13 колючих лучей, во втором спинном плавнике и в анальном плавниках по 12 мягких лучей. Перед анальным плавником имеется 1 колючка, отделённая от него. Брюшной межплавниковый отросток невысокий и не раздваивается. Хвостовой плавник твёрдый и широко раздвоенный. Тело целиком покрыто мелкой циклоидной чешуёй. Имеется плавательный пузырь. Панцирь в передней части тела, образованный крупными чешуями, отсутствует. Боковая линия почти прямая, с небольшим волнообразным изгибом. Зубы мелкие, конические, однорядные. Количество позвонков 31. Имеются сошниковые зубы. Анальный плавник начинается позади второго спинного плавника.
Спинка тёмно-синего или зеленовато-синего цвета, покрыта волнообразными тёмными поперечными линиями. Бока и брюшко серебристо-белое или с синевато-серыми пятнами и волнистыми прерывистыми линиями. Максимальная длина до развилки хвостового плавника 50 см.

## Биология
Пелагическая стайная рыба, держится в основном в прибрежных водах. Является важным звеном трофической цепи, служит добычей крупным пелагическим рыбам, таким как акулы, тунцы, меч-рыбы, и морским млекопитающим, например, дельфинам и морским львам. Образует стаи с прочими скумбриевыми сходного размера. Основу рациона составляет зоопланктон. Взрослые особи питаются также мелкими рыбами и кальмарами. В австралийских водах половая зрелость наступает в возрасте около 2 лет. Продолжительность жизни оценивается в 8 лет. Длительность поколения 2—3 года. По оценкам разных авторов в водах Новой Зеландии австралийские скумбрии созревают в возрасте трёх лет при длине тела 28 см, а продолжительность жизни достигает 24 лет. В водах Японии представители данного вида впервые созревают в возрасте одного года и живут до 6 лет.

## Взаимодействие с человеком
Ценная промысловая рыба. Промысел ведётся в основном разноглубинными тралами, кошельковыми неводами, а также кольцевыми неводами. В конце 1990-х годов мировой вылов достигал 16 тысяч тонн. В Японии мясо австралийской скумбрии ценится меньше по сравнению с японской. Скумбрия поступает на рынок в мороженом, копчёном, консервированном и солёном виде.  Международный союз охраны природы присвоил виду охранный статус «Вызывающий наименьшие опасения».